# Phanothereua birketsmithi
Phanothereua birketsmithi är en mångfotingart som beskrevs av Chamberlin 1958. Phanothereua birketsmithi ingår i släktet Phanothereua och familjen spindelfotingar. Inga underarter finns listade i Catalogue of Life.